# Exathlon Brasil
Exathlon Brasil foi um reality show brasileiro, baseado no formato turco, exibido e produzido pela Rede Bandeirantes. Estreou em 25 de setembro de 2017, apresentado por Luís Ernesto Lacombe. O reality foi gravado numa praia na República Dominicana e exibido de segunda a sexta-feira, às 20h20, e também às quintas-feiras, às 22h30, em edições mais completas.
O programa apresentava 20 competidores, sendo que 10 eram famosos convidados pela produção e os outros 10 eram anônimos que se inscreveram pela internet, se confrontaram na busca pelo prêmio de 350 mil reais.
O vencedor do programa foi o patinador artístico Marcel Stürmer após ganhar a prova final, superando o surfista Pedro Scooby, a saltadora Maurren Maggi e o professor de crossfit Jorge Goston. Marcel levou o prêmio principal de R$ 350 mil.

## Produção
Antecedentes
A Band desistiu de produzir o X Factor Brasil em 2017, apesar de a preferência da produtora do formato, FremantleMedia, continuar com a emissora. A desistência aconteceu por conta de uma necessidade de se realizar um complexo replanejamento para a produção da segunda edição do programa, com o objetivo de evitar os problemas que aconteceram na seleção da primeira edição, além de melhorar os índices de audiência da versão brasileira desse formato britânico.
Enquanto isso, estrategicamente, a Bandeirantes recorreu de um formato turco inédito na televisão brasileira. Consagrado no exterior, chega no Brasil. É considerado como o mais difícil da TV.
Nova data de estreia
Por conta do furacão Irma, que atingiu a região do Caribe, a Band decidiu transferir a estreia do reality de 18 para 25 de setembro de 2017. No entanto, a passagem do furacão pela região motivou a emissora a alterar o início das gravações, que aconteceriam a partir do dia 11 de setembro de 2017. O cronograma foi retomado assim que as condições na região forem normalizadas.
Bastidores
A equipe de produção do Exathlon Brasil conta com membros de seis países diferentes: Brasil, México, Turquia, Chile, Argentina e República Dominicana. Nos bastidores, as diferenças culturais são inúmeras: desde os idiomas falados nos bastidores até à religião. Após uma prova que premiou os participantes com uma feijoada, os utensílios utilizados na preparação da comida foram marcados para não serem usados nunca mais, uma vez que a fé dos turcos não permite que eles comam carne suína.
Os participantes passam por uma série de dificuldades, usam repelente como desodorante para evitar o mau cheiro e protetor solar como hidratante para a pele. A equipe de produção tem uma vida mais tranquila: vive em um condomínio e são atendidos por funcionários que cuidam da limpeza das casas, da lavagem das roupas e da troca de lençóis.
Para que a exibição seja feita entre segunda e sexta-feira, as gravações acontecem sempre entre sexta e terça-feira, sendo quarta e quinta-feira os dias de descanso para a equipe e também para os participantes. 
Polêmica na final
O apresentador do programa, Luis Ernesto Lacombe, foi excluído da grande final da competição e substituído pelo turco Acun Ilıcalı, o que gerou grande controvérsia nas redes sociais. Rumores indicaram que Lacombe e Acun, dono da Acun Medya, produtora responsável pelo programa, estavam se desentendendo nos bastidores há algum tempo. Tudo teria começado quando Acun propôs estender a primeira temporada do Exathlon Brasil até fevereiro, proposta imediatamente negada pelo jornalista brasileiro. Outra desavença teria ocorrido durante a gravação de um dos Desafios Internacionais, quando Lacombe e Acun discordaram sobre a legitimidade de um ponto decisivo marcado pelo time que representava o Brasil.
Procurada, a Band informou que "Acun fez questão de participar da bem sucedida edição brasileira" e que Lacombe continuará atuando com a emissora em 2018. Sobre o possível desentendimento, nada foi oficialmente confirmado.

## Formato
Exathlon foi um formato originalmente exibido na Turquia e, posteriormente, vendido para outros países como Chile, México e República Dominicana. No programa, 20 competidores divididos em 2 grupos, formado por 10 celebridades (heróis) – como atletas, jornalistas e personalidades da mídia – e 10 anônimos (guerreiros), viveram numa praia paradisíaca na República Dominicana, onde enfrentaram situações que exigiam resistência física e psicológica, testando as capacidades singulares de cada um.
- Desafio da Arena: Nos Desafios da Arena, os times disputaram a imunidade, que significa mais uma semana de permanência na competição. A equipe perdedora foi à votação para formar, entre seus integrantes, o À Deriva, que resultaria na eliminação de um competidor. No fim da décima primeira semana de jogo, com sete competidores remanescentes, as equipes Heróis e Guerreiros foram extintas, dando início às disputas individuais, que dava imunidade para os melhores colocados dos desafios.
- À Deriva: A equipe que perdia o "Desafio da Arena", indicava três de seus competidores para ficarem À Deriva, e então o público decidia, entre os indicados, quem seria o eliminado, votando pela internet através do site da emissora. Na décima semana de competição, teve início a segunda fase, que manteve o mesmo esquema de divisão em equipes e provas, mas apresentando um novo modo de votação. Os dez competidores remanescentes eram submetidos ao voto do público, que devia responder a pergunta: "Quem você quer que vença o Exathlon Brasil?". O resultado era utilizado para definir os  À Deriva dessa etapa. Entre os dois competidores indicados da equipe perdedora do "Desafio da Arena", o que obtivesse mais votos na consulta ao público continuaria na disputa, enquanto o que obtivesse menos votos deixaria o programa. Com o início das disputas individuais, os piores colocados dos desafios eram automaticamente indicados para o À Deriva.
- Prova do Alojamento: Nas Provas do Alojamento, os dois times se enfrentavam para disputar o direito de ficar na Cabana, com acesso à cama, chuveiro, banheiro, cozinha, ar condicionado e outras regalias. O time perdedor ficava alojado no Quintal, sem nenhum luxo, cercado pela vida selvagem. Com o fim dos times, todos os competidores remanescentes ficaram alojados na Cabana.
- Ranking Individual: O Ranking Individual, determinava o desempenho de cada competidor nos desafios da semana. Os dois melhores colocados, da equipe perdedora do "Desafio da Arena", no ranking, ficavam imunes neste período, e poderiam indicar cada um, alguém que automaticamente ficaria Á Deriva.
- Jogo da Imunidade: A equipe que perdia o "Desafio da Arena", enfrentava-se entre si o Jogo da Imunidade, em que realizam um desafio numa arena de provas, que podia testar a habilidade, destreza, inteligência, força, resistência, ou até mesmo a sorte dos competidores. O vencedor do desafio era automaticamente imune.

Os quatro que resistiram até a final, entre intrigas, desconfortos, desafios e eliminações, disputando um desafio final, dividido em duas etapas, que decidiu o grande vencedor do Exathlon Brasil, aquele que levou para casa o prêmio principal de R$ 350 mil.

## Participantes
As informações foram divulgadas à imprensa pela produção do programa e são referentes aos participantes no momento de ingresso na competição.
Abaixo, a lista dos 20 participantes da edição com suas respectivas idades e profissões.
| Participante                                   | Profissão               | Time       | Resultado                               |
| ---------------------------------------------- | ----------------------- | ---------- | --------------------------------------- |
| Marcel Stürmer 32 anos, Lajeado - RS           | Patinador artístico     | Heróis     | Vencedor em 15 de dezembro de 2017      |
| Pedro Scooby 29 anos, Rio de Janeiro - RJ      | Surfista                | Heróis     | 2º lugar em 15 de dezembro de 2017      |
| Maurren Maggi 41 anos, São Carlos - SP         | Saltadora               | Heróis     | 3º lugar em 14 de dezembro de 2017      |
| Jorge Goston 42 anos, Belo Horizonte - MG      | Professor de crossfit   | Guerreiros | 4º lugar em 14 de dezembro de 2017      |
| Alline Calandrini 29 anos, Macapá - AP         | Jogadora de futebol     | Heróis     | 14ª eliminada em 14 de dezembro de 2017 |
| Vance Poubel 30 anos, Rio de Janeiro - RJ      | Professor de parkour    | Guerreiros | 13º eliminado em 13 de dezembro de 2017 |
| Ana Tapajós 28 anos, Santarém - PA             | Apresentadora           | Heróis     | 12ª eliminada em 11 de dezembro de 2017 |
| Carol Almeida 25 anos, São Paulo - SP          | Engenheira              | Guerreiros | 11ª eliminada em 7 de dezembro de 2017  |
| Nina Monteiro 33 anos, Salvador - BA           | Nutricionista           | Guerreiros | 10ª eliminada em 5 de dezembro de 2017  |
| Renato Nicoli 24 anos, Cruzeiro - SP           | Modelo                  | Guerreiros | 9º eliminado em 1 de dezembro de 2017   |
| Sul Rosa 23 anos, Goiânia - GO                 | Corredora               | Guerreiros | 8ª eliminada em 17 de novembro de 2017  |
| Kauane Ribeiro 27 anos, Pelotas - RS           | Professora de taekwondo | Guerreiros | Retirada em 14 de novembro de 2017      |
| Juliana Findikoglu 29 anos, Ijuí - RS          | Modelo                  | Guerreiros | 7ª eliminada em 10 de novembro de 2017  |
| Betina Schmidt 28 anos, Novo Hamburgo - RS     | Ex-jogadora de vôlei    | Heróis     | 6ª eliminada em 3 de novembro de 2017   |
| Ricardo Barbato 31 anos, São Paulo - SP        | Empresário              | Heróis     | 5º eliminado em 27 de outubro de 2017   |
| Miguel Benedetti 20 anos, Itaquaquecetuba - SP | Segurança               | Guerreiros | 4º eliminado em 20 de outubro de 2017   |
| Giba 40 anos, Curitiba - PR                    | Jogador de vôlei        | Heróis     | Desistente em 16 de outubro de 2017     |
| Rodrigo West 27 anos, Lauro de Freitas - BA    | Fotógrafo               | Heróis     | 3º eliminado em 13 de outubro de 2017   |
| Nick Pirola 25 anos, Vila Velha - ES           | Vendedor                | Guerreiros | 2º eliminado em 6 de outubro de 2017    |
| Daniele Hypólito 32 anos, Santo André - SP     | Ginasta                 | Heróis     | 1ª eliminada em 29 de setembro de 2017  |

## Outras aparições
Além de participarem de Exathlon Brasil, alguns dos participantes passaram a competir em outros reality ou talent shows.
| Participante     | Edição Exathlon | Colocação                | Reality ou talent show | Temp. | Colocação                                |
| ---------------- | --------------- | ------------------------ | ---------------------- | ----- | ---------------------------------------- |
| Daniele Hypólito | 1               | Eliminada – 20.º lugar   | Power Couple Brasil    | 5     | Eliminada (com Fábio Castro) – 6.º lugar |
| Daniele Hypólito | 1               | Eliminada – 20.º lugar   | Big Brother Brasil     | 25    | Eliminada – 10.º lugar                   |
| Daniele Hypólito | 1               | Eliminada – 20.º lugar   | Dancing Brasil         | 5     | Vice-Campeã – 2.º lugar                  |
| Daniele Hypólito | 1               | Eliminada – 20.º lugar   | Made In Japão          | 1     | Eliminada – 6.º lugar                    |
| Maurren Maggi    | 1               | Finalista – 3.º lugar    | Made In Japão          | 1     | Vice-Campeã – 2.º lugar                  |
| Pedro Scooby     | 1               | Vice-Campeão – 2.º lugar | Big Brother Brasil     | 22    | Eliminado – 5.º lugar                    |

## Histórico
Legenda geral
|  | Time Heróis |  | Time Guerreiros |

### Prova do Alojamento
Nas Provas do Alojamento, os dois times se enfrentam para disputar o direito de ficar na Cabana, com acesso à cama, chuveiro, banheiro, cozinha, ar condicionado e outras regalias. O time perdedor fica alojado no Quintal, sem nenhum luxo, cercado pela vida selvagem.
A partir de 7 de dezembro, com a extinção das equipes, todos os competidores remanescentes ficaram alojados na Cabana.
| Semana | Data           | Ganhadores (Cabana) | Perdedores (Quintal) | Placar |
| ------ | -------------- | ------------------- | -------------------- | ------ |
| 1      | 25 de setembro | Guerreiros          | Heróis               | 10–4   |
| 1      | 26 de setembro | Guerreiros          | Heróis               | 10–6   |
| 2      | 2 de outubro   | Heróis              | Guerreiros           | 5–3    |
| 2      | 4 de outubro   | Guerreiros          | Heróis               | 10–8   |
| 3      | 9 de outubro   | Guerreiros          | Heróis               | 7–1    |
| 3      | 11 de outubro  | Guerreiros          | Heróis               | 10–4   |
| 4      | 16 de outubro  | Guerreiros          | Heróis               | 7–3    |
| 4      | 18 de outubro  | Guerreiros          | Heróis               | 10–7   |
| 5      | 23 de outubro  | Guerreiros          | Heróis               | 10–9   |
| 5      | 25 de outubro  | Heróis              | Guerreiros           | 7–6    |
| 6      | 30 de outubro  | Heróis              | Guerreiros           | 10–8   |
| 7      | 6 de novembro  | Guerreiros          | Heróis               | 7–2    |
| 8      | 13 de novembro | Heróis              | Guerreiros           | 7–3    |
| 9      | 20 de novembro | Heróis              | Guerreiros           | 7–5    |
| 10     | 28 de novembro | Heróis              | Guerreiros           | 10–2   |
| 11     | 4 de dezembro  | Heróis              | Guerreiros           | 10–8   |

### Desafio da Arena
Tidos como os mais importantes da competição, nos Desafios da Arena os times disputam a imunidade, que significa mais uma semana de permanência na disputa pelos R$350 mil. A equipe perdedora vai à Arena Exathlon para formar, entre seus integrantes, o À Deriva, que resultará na eliminação de um competidor.

#### Por equipes
| Semana | Data           | Ganhadores (Imunes) | Perdedores (Arena Exathlon) | Placar    |
| ------ | -------------- | ------------------- | --------------------------- | --------- |
| 1      | 28 de setembro | Guerreiros          | Heróis                      | 10–7      |
| 2      | 5 de outubro   | Heróis              | Guerreiros                  | 10–6      |
| 3      | 12 de outubro  | Guerreiros          | Heróis                      | 10–3      |
| 4      | 19 de outubro  | Heróis              | Guerreiros                  | 10–4      |
| 5      | 26 de outubro  | Guerreiros          | Heróis                      | 10–2      |
| 6      | 1 de novembro  | Guerreiros          | Heróis                      | 7–4       |
| 7      | 8 de novembro  | Heróis              | Guerreiros                  | 7–3       |
| 8      | 15 de novembro | Heróis              | Guerreiros                  | 10–5      |
| 9      | Não houve      | Não houve           | Não houve                   | Não houve |
| 10     | 30 de novembro | Heróis              | Guerreiros                  | 10–5      |
| 11     | 4 de dezembro  | Heróis              | Guerreiros                  | 10–8      |
| 11     | 6 de dezembro  | Heróis              | Guerreiros                  | 7–3       |

#### Individuais
| Semana | Data           | Placar | Placar | Placar  | Placar | Placar | Placar | Placar | Vencedores                | À Deriva            |
| Semana | Data           | Jorge  | Marcel | Maurren | Scooby | Alline | Vance  | Ana    | Vencedores                | À Deriva            |
| ------ | -------------- | ------ | ------ | ------- | ------ | ------ | ------ | ------ | ------------------------- | ------------------- |
| 11     | 8 de dezembro  | 5      | 1      | 3       | 5      | 1      | 2      | 0      | Jorge Marcel Scooby Vance | Alline Ana Maurren  |
| 12     | 11 de dezembro | *      | 4      | 2       | *      | 2      | 4      | 2      | Jorge Marcel Scooby Vance | Alline Ana Maurren  |
| 12     | 13 de dezembro | 3      | 1      | 4       | 3      | 0      | 1      |        | Jorge Maurren Scooby      | Alline Marcel Vance |
| 12     | 14 de dezembro | 5      | 5      | 4       | 5      | 1      |        |        | Jorge Marcel Scooby       | Alline Maurren      |

(*) O participante venceu a primeira parte da prova e não precisou disputar a segunda.

### Final
| Parte | Data           | Placar | Placar | Placar  | Placar | Vencedor(es)  | Eliminado(s)  |
| Parte | Data           | Marcel | Scooby | Maurren | Jorge  | Vencedor(es)  | Eliminado(s)  |
| ----- | -------------- | ------ | ------ | ------- | ------ | ------------- | ------------- |
| 1     | 14 de dezembro | 6      | 6      | 2       | 1      | Marcel Scooby | Jorge Maurren |
| 2     | 15 de dezembro | 5      | 2      |         |        | Marcel        | Scooby        |

### Outros desafios

#### Desafio Internacional
Eventualmente, as produções do Exathlon Brasil e do Exatlón México se juntam e promovem os Desafios Internacionais, disputas de país contra país, em que os times originais são desfeitos por um dia e disputam juntos um prêmio especial.
| Data              | Ganhador | Perdedor | Placar | Prêmio                    |
| ----------------- | -------- | -------- | ------ | ------------------------- |
| 23 de outubro     |          |          | 10–6   | Viagem para La Romana     |
| 6 e 7 de novembro |          |          | 10–8   | Jantar especial           |
| 21 de novembro    |          |          | 10–5   | Viagem para Santo Domingo |

#### Desafio da Saudade
Nos Desafios da Saudade, os times disputam o prêmio de poder entrar em contato com a família e os amigos deixados no Brasil.
| Data           | Ganhadores | Perdedores | Perdedores | Perdedores | Perdedores | Placar  | Prêmio                                  |
| -------------- | ---------- | ---------- | ---------- | ---------- | ---------- | ------- | --------------------------------------- |
| 17 de outubro  | Guerreiros | Heróis     | Heróis     | Heróis     | Heróis     | 10–5    | Trocar mensagens de texto com um amigo  |
| 9 de novembro  | Heróis     | Guerreiros | Guerreiros | Guerreiros | Guerreiros | 10–9    | Trocar mensagens de texto com a família |
| 16 de novembro | Heróis     | Guerreiros | Guerreiros | Guerreiros | Guerreiros | 10–7    | Receber cartas e fotos da família       |
| 23 de novembro | Heróis     | Guerreiros | Guerreiros | Guerreiros | Guerreiros | 10–5    | Fazer ligação para um amigo             |
| 30 de novembro | Heróis     | Guerreiros | Guerreiros | Guerreiros | Guerreiros | 10–9    | Fazer ligação para alguém da família    |
| 7 de dezembro  | Ana        | Alline*    | Alline*    | Maurren*   | Maurren*   | 3–2–0   | Fazer chamada de vídeo com a família    |
| 7 de dezembro  | Scooby     | Marcel     | Jorge      | Jorge      | Vance      | 4–3–1–0 | Fazer chamada de vídeo com a família    |

(*) Alline e Maurren disfrutaram do prêmio como convidadas de Ana e Scooby, respectivamente.

#### Prova do Luxo
Nas Provas do Luxo, os competidores disputam prêmios que envolvem tudo aquilo do que mais sentem falta: conforto e comida farta.
| Data                | Ganhadores | Perdedores | Placar | Prêmio                                   |
| ------------------- | ---------- | ---------- | ------ | ---------------------------------------- |
| 31 de outubro       | Heróis     | Guerreiros | 7–1    | Hospedagem em uma mansão + pizza         |
| 21 e 22 de novembro | Heróis     | Guerreiros | 10–6   | Tratamento em um Spa + refeição completa |

#### Quiz Exathlon
Nos quizzes, os competidores disputam individualmente e tem seus conhecimentos gerais colocados à prova. Quem se aproxima mais da resposta correta elimina o adversário e segue na disputa. Na final, é adotado o esquema melhor de três para a definição do vencedor, que pode escolher dois companheiros de time para disfrutar do prêmio junto dele.
| Data           | Vencedor | Convidados | Convidados | Prêmio                          |
| -------------- | -------- | ---------- | ---------- | ------------------------------- |
| 12 de outubro  | Alline   | Marcel     | Maurren    | Almôndegas com arroz e limonada |
| 26 de outubro  | Maurren  | Alline     | Betina     | Brigadeiro na tigela e café     |
| 2 de novembro  | Jorge    | Sul        | Vance      | Torta de limão e café           |
| 9 de novembro  | Renato   | Jorge      | Nina       | Churros e refrigerante          |
| 23 de novembro | Jorge    | Renato     | Carol      | Pavê de chocolate e café        |

### Votação
|                                                  |                                                  | Semana 1             | Semana 2           | Semana 3               | Semana 4              | Semana 5              | Semana 6            | Semana 7              | Semana 8              | Semana 9            | Semana 10           | Semana 11           | Semana 11           | Semana 12                 | Semana 12            | Semana 12           | Semana 12                   | Votos recebidos |
| Dia 74                                           | Dia 76                                           | Semana 1             | Semana 2           | Semana 3               | Semana 4              | Semana 5              | Semana 6            | Semana 7              | Semana 8              | Semana 9            | Semana 10           | Dia 81              | Dia 83              | Dia 84                    | Final                |                     |                             | Votos recebidos |
| ------------------------------------------------ | ------------------------------------------------ | -------------------- | ------------------ | ---------------------- | --------------------- | --------------------- | ------------------- | --------------------- | --------------------- | ------------------- | ------------------- | ------------------- | ------------------- | ------------------------- | -------------------- | ------------------- | --------------------------- | --------------- |
| Imune (desafio da arena)                         | Imune (desafio da arena)                         | Guerreiros           | Heróis             | Guerreiros             | Heróis                | Guerreiros            | Guerreiros          | Heróis                | Heróis                | (nenhum)            | Heróis              | Heróis              | Heróis              | Jorge Marcel Scooby Vance | Jorge Maurren Scooby | Jorge Marcel Scooby | (nenhum)                    |                 |
| Arena Exathlon (desafio da arena)                | Arena Exathlon (desafio da arena)                | Heróis               | Guerreiros         | Heróis                 | Guerreiros            | Heróis                | Heróis              | Guerreiros            | Guerreiros            | (nenhum)            | Guerreiros          | Guerreiros          | Guerreiros          | Alline Ana Maurren        | Alline Marcel Vance  | Alline Maurren      | (nenhum)                    |                 |
| Imune (ranking individual/ jogo da imunidade)    | Imune (ranking individual/ jogo da imunidade)    | Scooby Betina        | Sul Jorge          | Marcel Ana             | Sul Vance             | Ana Betina            | Alline Maurren      | Vance Nina            | Vance Jorge           | (nenhum)            | Nina                | Vance               | Jorge               | (nenhum)                  | (nenhum)             | (nenhum)            | (nenhum)                    |                 |
| Indicado (votação do time)                       | Indicado (votação do time)                       | Giba                 | Nick               | Alline                 | Kauane                | Alline                | Ana                 | Kauane                | Carol Renato          | (nenhum)            | Jorge               | Jorge               | Carol Vance         | (nenhum)                  | (nenhum)             | (nenhum)            | (nenhum)                    |                 |
| Indicado (ranking individual/ jogo da imunidade) | Indicado (ranking individual/ jogo da imunidade) | Daniele Rodrigo      | Carol Juliana      | Rodrigo Maurren        | Juliana Miguel        | Ricardo Scooby        | Betina Scooby       | Juliana Renato        | Nina Sul              | (nenhum)            | Renato              | Nina                | Carol Vance         | (nenhum)                  | (nenhum)             | (nenhum)            | (nenhum)                    |                 |
|                                                  |                                                  |                      |                    |                        |                       |                       |                     |                       |                       |                     |                     |                     |                     |                           |                      |                     |                             |                 |
|                                                  | Marcel                                           | Giba                 | Imune              | Alline Rodrigo         | Imune                 | Alline                | Ana                 | Imune                 | Imune                 | Sem votação         | Imune               | Imune               | Imune               | Imune                     | À Deriva             | Imune               | Vencedor (Dia 85)           | 1               |
|                                                  | Scooby                                           | Ricardo Daniele      | Imune              | Não Votou              | Imune                 | Não Votou             | Marcel              | Imune                 | Imune                 | Sem votação         | Imune               | Imune               | Imune               | Imune                     | Imune                | Imune               | 2º lugar (Dia 85)           | 2               |
|                                                  | Maurren                                          | Giba                 | Imune              | Alline                 | Imune                 | Alline                | Ana Scooby          | Imune                 | Imune                 | Sem votação         | Imune               | Imune               | Imune               | À Deriva                  | Imune                | À Deriva            | 3º lugar (Dia 84)           | 1               |
|                                                  | Jorge                                            | Imune                | Kauane Juliana     | Imune                  | Kauane                | Imune                 | Imune               | Kauane                | Carol Sul             | Sem votação         | Carol               | Carol               | Imune               | Imune                     | Imune                | Imune               | 4º lugar (Dia 84)           | 5               |
|                                                  | Alline                                           | Não Votou            | Imune              | Não Votou              | Imune                 | Não Votou             | Ana Betina          | Imune                 | Imune                 | Sem votação         | Imune               | Imune               | Imune               | À Deriva                  | À Deriva             | À Deriva            | Eliminada (Dia 84)          | 9               |
|                                                  | Vance                                            | Imune                | Nick               | Imune                  | Kauane Miguel         | Imune                 | Imune               | Kauane Juliana        | Renato Nina           | Sem votação         | Renato              | Jorge Nina          | À Deriva            | Imune                     | À Deriva             | Eliminado (Dia 83)  | Eliminado (Dia 83)          | 2               |
|                                                  | Ana                                              | Giba                 | Imune              | Maurren                | Imune                 | Alline Ricardo        | Betina              | Imune                 | Imune                 | Sem votação         | Imune               | Imune               | Imune               | À Deriva                  | Eliminada (Dia 81)   | Eliminada (Dia 81)  | Eliminada (Dia 81)          | 4               |
|                                                  | Carol                                            | Imune                | Nick               | Imune                  | Miguel                | Imune                 | Imune               | Kauane                | Renato                | Sem votação         | Jorge               | Jorge               | À Deriva            | Eliminada (Dia 77)        | Eliminada (Dia 77)   | Eliminada (Dia 77)  | Eliminada (Dia 77)          | 8               |
|                                                  | Nina                                             | Imune                | Nick               | Imune                  | Kauane                | Imune                 | Imune               | Renato (2x)           | Renato                | Sem votação         | Jorge Renato        | Jorge               | Eliminada (Dia 75)  | Eliminada (Dia 75)        | Eliminada (Dia 75)   | Eliminada (Dia 75)  | Eliminada (Dia 75)          | 2               |
|                                                  | Renato                                           | Imune                | Nick               | Imune                  | Kauane                | Imune                 | Imune               | Kauane                | Carol                 | Sem votação         | Vance               | Eliminado (Dia 71)  | Eliminado (Dia 71)  | Eliminado (Dia 71)        | Eliminado (Dia 71)   | Eliminado (Dia 71)  | Eliminado (Dia 71)          | 6               |
|                                                  | Sul                                              | Imune                | Nick Carol         | Imune                  | Juliana (2x)          | Imune                 | Imune               | Kauane                | Carol                 | Eliminada (Dia 57)  | Eliminada (Dia 57)  | Eliminada (Dia 57)  | Eliminada (Dia 57)  | Eliminada (Dia 57)        | Eliminada (Dia 57)   | Eliminada (Dia 57)  | Eliminada (Dia 57)          | 2               |
|                                                  | Kauane                                           | Imune                | Carol              | Imune                  | Miguel                | Imune                 | Imune               | Carol                 | Retirada (Dia 54)     | Retirada (Dia 54)   | Retirada (Dia 54)   | Retirada (Dia 54)   | Retirada (Dia 54)   | Retirada (Dia 54)         | Retirada (Dia 54)    | Retirada (Dia 54)   | Retirada (Dia 54)           | 11              |
|                                                  | Juliana                                          | Imune                | Vance              | Imune                  | Miguel                | Imune                 | Imune               | Sul                   | Eliminada (Dia 50)    | Eliminada (Dia 50)  | Eliminada (Dia 50)  | Eliminada (Dia 50)  | Eliminada (Dia 50)  | Eliminada (Dia 50)        | Eliminada (Dia 50)   | Eliminada (Dia 50)  | Eliminada (Dia 50)          | 3               |
|                                                  | Betina                                           | Giba Rodrigo         | Imune              | Alline                 | Imune                 | Alline Scooby         | Ana                 | Eliminada (Dia 43)    | Eliminada (Dia 43)    | Eliminada (Dia 43)  | Eliminada (Dia 43)  | Eliminada (Dia 43)  | Eliminada (Dia 43)  | Eliminada (Dia 43)        | Eliminada (Dia 43)   | Eliminada (Dia 43)  | Eliminada (Dia 43)          | 2               |
|                                                  | Ricardo                                          | Não Votou            | Imune              | Não Votou              | Imune                 | Não Votou             | Eliminado (Dia 36)  | Eliminado (Dia 36)    | Eliminado (Dia 36)    | Eliminado (Dia 36)  | Eliminado (Dia 36)  | Eliminado (Dia 36)  | Eliminado (Dia 36)  | Eliminado (Dia 36)        | Eliminado (Dia 36)   | Eliminado (Dia 36)  | Eliminado (Dia 36)          | 1               |
|                                                  | Miguel                                           | Imune                | Nick               | Imune                  | Kauane                | Eliminado (Dia 29)    | Eliminado (Dia 29)  | Eliminado (Dia 29)    | Eliminado (Dia 29)    | Eliminado (Dia 29)  | Eliminado (Dia 29)  | Eliminado (Dia 29)  | Eliminado (Dia 29)  | Eliminado (Dia 29)        | Eliminado (Dia 29)   | Eliminado (Dia 29)  | Eliminado (Dia 29)          | 4               |
|                                                  | Giba                                             | Rodrigo              | Imune              | Alline                 | Desistente (Dia 25)   | Desistente (Dia 25)   | Desistente (Dia 25) | Desistente (Dia 25)   | Desistente (Dia 25)   | Desistente (Dia 25) | Desistente (Dia 25) | Desistente (Dia 25) | Desistente (Dia 25) | Desistente (Dia 25)       | Desistente (Dia 25)  | Desistente (Dia 25) | Desistente (Dia 25)         | 5               |
|                                                  | Rodrigo                                          | Giba                 | Imune              | Alline                 | Eliminado (Dia 22)    | Eliminado (Dia 22)    | Eliminado (Dia 22)  | Eliminado (Dia 22)    | Eliminado (Dia 22)    | Eliminado (Dia 22)  | Eliminado (Dia 22)  | Eliminado (Dia 22)  | Eliminado (Dia 22)  | Eliminado (Dia 22)        | Eliminado (Dia 22)   | Eliminado (Dia 22)  | Eliminado (Dia 22)          | 3               |
|                                                  | Nick                                             | Imune                | Não Votou          | Eliminado (Dia 15)     | Eliminado (Dia 15)    | Eliminado (Dia 15)    | Eliminado (Dia 15)  | Eliminado (Dia 15)    | Eliminado (Dia 15)    | Eliminado (Dia 15)  | Eliminado (Dia 15)  | Eliminado (Dia 15)  | Eliminado (Dia 15)  | Eliminado (Dia 15)        | Eliminado (Dia 15)   | Eliminado (Dia 15)  | Eliminado (Dia 15)          | 6               |
|                                                  | Daniele                                          | Não Votou            | Eliminada (Dia 8)  | Eliminada (Dia 8)      | Eliminada (Dia 8)     | Eliminada (Dia 8)     | Eliminada (Dia 8)   | Eliminada (Dia 8)     | Eliminada (Dia 8)     | Eliminada (Dia 8)   | Eliminada (Dia 8)   | Eliminada (Dia 8)   | Eliminada (Dia 8)   | Eliminada (Dia 8)         | Eliminada (Dia 8)    | Eliminada (Dia 8)   | Eliminada (Dia 8)           | 1               |
|                                                  |                                                  |                      |                    |                        |                       |                       |                     |                       |                       |                     |                     |                     |                     |                           |                      |                     |                             |                 |
| Notas                                            | Notas                                            | 1                    | (nenhuma)          | (nenhuma)              | 2                     | (nenhuma)             | (nenhuma)           | (nenhuma)             | 3, 4                  | 5                   | 6                   | 7                   | 8                   | 9                         | (nenhuma)            | (nenhuma)           | 10                          |                 |
| À Deriva                                         | À Deriva                                         | Daniele Giba Rodrigo | Carol Juliana Nick | Alline Maurren Rodrigo | Juliana Kauane Miguel | Alline Ricardo Scooby | Ana Betina Scooby   | Juliana Kauane Renato | Carol Nina Renato Sul | Sem eliminação      | Jorge Renato        | Jorge Nina          | Carol Vance         | Alline Ana Maurren        | Alline Marcel Vance  | Alline Maurren      | Jorge Marcel Maurren Scooby |                 |
| Eliminado                                        | Eliminado                                        | Daniele              | Nick               | Rodrigo                | Giba                  | Ricardo               | Betina              | Juliana               | Kauane                | Sem eliminação      | Renato              | Nina                | Carol               | Ana                       | Vance                | Alline              | Jorge                       |                 |
| Eliminado                                        | Eliminado                                        | Daniele              | Nick               | Rodrigo                | Giba                  | Ricardo               | Betina              | Juliana               | Kauane                | Sem eliminação      | Renato              | Nina                | Carol               | Ana                       | Vance                | Alline              | Maurren                     |                 |
| Eliminado                                        | Eliminado                                        | Daniele              | Nick               | Rodrigo                | Miguel                | Ricardo               | Betina              | Juliana               | Sul                   | Sem eliminação      | Renato              | Nina                | Carol               | Ana                       | Vance                | Alline              |                             |                 |
| Eliminado                                        | Eliminado                                        | Daniele              | Nick               | Rodrigo                | Miguel                | Ricardo               | Betina              | Juliana               | Sul                   | Sem eliminação      | Renato              | Nina                | Carol               | Ana                       | Vance                | Alline              | Scooby                      |                 |
| Salvos                                           | Salvos                                           | Giba                 | Carol              | Alline                 | Juliana               | Alline                | Ana                 | Kauane                | Carol                 | Sem eliminação      | Jorge               | Jorge               | Vance               | Alline                    | Alline               | Maurren             | Marcel                      |                 |
| Salvos                                           | Salvos                                           | Giba                 | Carol              | Alline                 | Juliana               | Alline                | Ana                 | Kauane                | Nina                  | Sem eliminação      | Jorge               | Jorge               | Vance               | Alline                    | Alline               | Maurren             | Marcel                      |                 |
| Salvos                                           | Salvos                                           | Rodrigo              | Juliana            | Maurren                | Kauane                | Scooby                | Scooby              | Renato                | Maurren               | Sem eliminação      | Jorge               | Jorge               | Vance               | Marcel                    |                      | Maurren             | Marcel                      |                 |
| Salvos                                           | Salvos                                           | Rodrigo              | Juliana            | Maurren                | Kauane                | Scooby                | Scooby              | Renato                | Maurren               | Sem eliminação      | Jorge               | Jorge               | Vance               | Marcel                    | Renato               | Maurren             | Marcel                      |                 |

#### Legendas
|  | Times Heróis |  | Time Guerreiros |  | Venceu o Desafio da Arena |  | Imune (ranking individual/ jogo da imunidade) |

## Classificação geral
| Pos. | Participante       | Meio de indicação                    | Eliminado em |
| ---- | ------------------ | ------------------------------------ | ------------ |
| 1    | Marcel Stürmer     | Finalista                            | —            |
| 2    | Pedro Scooby       | Finalista                            | —            |
| 3    | Maurren Maggi      | Finalista                            | —            |
| 4    | Jorge Goston       | Finalista                            | —            |
| 5    | Alline Calandrini  | Desafio da Arena                     | Semana 12    |
| 6    | Vance Poubel       | Desafio da Arena                     | Semana 12    |
| 7    | Ana Tapajós        | Desafio da Arena                     | Semana 12    |
| 8    | Carol Almeida      | Jogo da Imunidade                    | Semana 11    |
| 9    | Nina Monteiro      | Imune do Jogo da Imunidade (Vance)   | Semana 11    |
| 10   | Renato Nicoli      | Imune do Ranking Individual (Nina)   | Semana 10    |
| 11   | Sul Rosa           | Imune do Ranking Individual (Jorge)  | Semana 8     |
| 12   | Kauane Ribeiro     | Retirada                             | Semana 8     |
| 13   | Juliana Findikoglu | Imune do Ranking Individual (Vance)  | Semana 7     |
| 14   | Betina Schmidt     | Imune do Ranking Individual (Alline) | Semana 6     |
| 15   | Ricardo Barbato    | Imune do Ranking Individual (Ana)    | Semana 5     |
| 16   | Miguel Benedetti   | Imune do Ranking Individual (Vance)  | Semana 4     |
| 17   | Giba               | Desistente                           | Semana 4     |
| 18   | Rodrigo West       | Imune do Ranking Individual (Marcel) | Semana 3     |
| 19   | Nick Pirola        | Time Guerreiros (6 votos)            | Semana 2     |
| 20   | Daniele Hipólito   | Imune do Ranking Individual (Scooby) | Semana 1     |

## Audiência
Até o final de seu primeiro mês, o programa havia aumentado em 19% a audiência do seu principal horário de exibição, às 20h25, impactando 5 milhões e 425 mil telespectadores diferentes em todo o Brasil.
Os dados são providos pelo IBOPE e se referem ao público da Grande São Paulo.
| Data de transmissão | SEG. (20h25)       | SEG. (22h30)       | TER. (20h25)       | QUA. (20h25)       | QUI. (20h25)       | QUI. (22h30)       | SEX. (20h25)       | Média semanal (20h25 e 22h30) |
| ------------------- | ------------------ | ------------------ | ------------------ | ------------------ | ------------------ | ------------------ | ------------------ | ----------------------------- |
| 25/09 a 29/09/2017  | —                  | 1,8                | 2,2                | 2,5                | 2,6                | 2,0                | 2,5                | 2,5 e 1,9                     |
| 02/10 a 06/10/2017  | 2,2                | 1,8                | 2,7                | 3,1                | 1,8                | 1,8                | 2,4                | 2,4 e 1,8                     |
| 09/10 a 13/10/2017  | 2,6                | 1,7                | 1,9                | *                  | *                  | *                  | 2,1                | 2,2 e 1,7                     |
| 16/10 a 20/10/2017  | 2,6                | 1,6                | 2,2                | 2,5                | 2,1                | 2,3                | 1,9                | 2,3 e 2,0                     |
| 23/10 a 27/10/2017  | 3,7                | 1,8                | 2,6                | 3,1                | 2,7                | 1,6                | 2,9                | 3,0 e 1,7                     |
| 30/10 a 03/11/2017  | 3,1                | —                  | 3,0                | 2,7                | 2,2                | 2,2                | 2,7                | 2,7 e 2,2                     |
| 6/11 a 10/11/2017   | 3,1                | —                  | 2,9                | 2,8                | 2,4                | 2,3                | 2,3                | 2,7 e 2,3                     |
| 13/11 a 17/11/2017  | 2,7                | —                  | 2,6                | 2,8                | 2,7                | 2,2                | 2,9                | 2,8 e 2,2                     |
| 20/11 a 24/11/2017  | 2,9                | —                  | 2,4                | 3,1                | 2,8                | 2,2                | 2,7                | 2,8 e 2,2                     |
| 27/11 a 01/12/2017  | 2,8                | —                  | 2,4                | 3,0                | 2,7                | 2,0                | 2,6                | 2,7 e 2,0                     |
| 4/12 a 8/12/2017    | 3,4                | —                  | 3,2                | 3,2                | 3,0                | 2,2                | 3,0                | 3,2 e 2,2                     |
| 11/12 a 15/12/2017  | 3,2                | —                  | 2,9                | 2,8                | 3,0                | 2,4                | 3,1                | 3,0 e 2,4                     |
| Médias das edições  | Médias das edições | Médias das edições | Médias das edições | Médias das edições | Médias das edições | Médias das edições | Médias das edições | 2,7 e 2,1                     |

- (—): o programa não foi exibido no dia.
- (*): a audiência não foi oficialmente divulgada.
- A partir de 30 de outubro, a exibição das segundas-feiras às 22h30 foi cancelada, sendo substituída pelo reality show Polícia 24h.
- Em 2017, cada ponto representa 70,5 mil domicílios ou 199,3 mil pessoas na Grande São Paulo.

## Prêmios e indicações
| Ano  | Prêmio                  | Categoria                            | Indicado        | Resultado | Ref. |
| ---- | ----------------------- | ------------------------------------ | --------------- | --------- | ---- |
| 2017 | Troféu UOL TV e Famosos | Melhor Reality Show                  | Exathlon Brasil | Indicado  |      |
| 2017 | Troféu UOL TV e Famosos | Melhor Reality Show: Opinião Crítica | Exathlon Brasil | Indicado  |      |